# Nader Succar
Pour les articles homonymes, voir Succar.
Nader Succar (né à Bécharré en 1950) est un homme politique libanais.
Membre du parti Kataëb, ancien milicien durant la Guerre du Liban, Nader Succar se rapproche à la fin de la guerre de la branche prosyrienne de son parti.
Il est nommé pendant un certain temps directeur de l'information au sein de la Lebanese Broadcasting Corportation, la chaîne de télévision fondée par les Forces libanaises.
En 2000, il est élu député maronite de Baalbeck-Hermel, sur la liste prosyrienne menée par le Hezbollah, dont il est un fidèle allié. Il devient aussi membre du bureau politique des Kataëb, proche de Karim Pakradouni.
Il est réélu lors des élections de 2005.
Quelques mois plus tard, la réconciliation au sein du parti Kataëb entre Karim Pakradouni et Amine Gemayel rend flou le positionnement politique de Nader Succar. Son groupe politique faisant désormais partie de l'Alliance du 14 Mars, mais lui davantage proche des forces prosyriennes.